# Klatka (Holiki)
Klatka – kolonia wsi Holiki w Polsce, położona w województwie podlaskim, w powiecie sokólskim, w gminie Sidra.
W latach 1975–1998 kolonia administracyjnie należała do województwa białostockiego.